# 革命共產主義聯盟 (法國1974年)
革命共產主義联盟（法語：Ligue communiste révolutionnaire），簡稱革共盟（LCR），有时譯作革命共产主义者同盟，是法國的一个已不存在的托洛茨基主义政黨。該黨是第四國際原来的法國支部。2000年后，該黨一度成為法国激進左翼力量的主要政黨。

## 历史
1968年，积极参与法國五月风暴运动的學生激進組織革命共产主义青年在与皮埃尔·弗朗克領導的國際主義共產黨（原第四國際法國支部）合并後，被政府取締。1969年，成立共产主义联盟；1973年，又被政府取缔。1974年，成立革命共產主義聯盟。
革共盟除了銳意經營工會組織與工人運動，在另類全球化、無證移民權益與反戰等社會運動中也相當活躍。
2009年2月5日，為整合法国激进左翼力量，革共盟正式解散，该党大部分成员转而参加新组建的新反資本主義黨。

## 理念
革共盟以馬克思主義為指导思想，更准確地說則是托洛茨基主義。它以歷史唯物主義分析當代社會及其流變。革共盟的訴求是工人民主及廢除資本主義。它主張將基本工資調高至每月1500歐元，禁止解僱，廢止新僱用契约（Contrat nouvelle embauche）並選出制憲議會以創建新共和。這些措施合乎托洛茨基在《過渡綱領》中提出的框架。革共盟也積極支持環保運動、可持續發展與女權運動。

## 選舉表现
早在1969年創黨領袖之一阿兰·克里文便代表共产主义联盟參加總統大選，創下最年輕者參選總統的紀錄（27歲）。
在2002年法国总统选举中，革共盟由奥利维耶·贝桑瑟诺諾出馬競選，他當時僅26歲，是最年輕的總統候選人，其首輪得票率為4.25%。
在2004年法国大区选举中，工人鬥爭和革共盟的聯盟獲得全國4.97%的選票。
在2007年法国总统选举中，革共盟由奥利维耶·贝桑瑟诺再度出選，首轮得票率為4.08%，領先法國共產黨和工人鬥爭。